# Conflito na Zona Desmilitarizada da Coreia
O Conflito na Zona Desmilitarizada da Coreia, também conhecido como Conflito DMZ Coreano ou Segunda Guerra da Coreia por alguns, foi uma série de confrontos armados de baixo nível entre as forças norte-coreanas e as forças da Coreia do Sul e dos Estados Unidos, ocorrendo em grande parte entre 1966 e 1969 na Zona Desmilitarizada da Coreia (DMZ).

## Prelúdio
A Guerra da Coreia devastou a Coreia do Norte e a Coreia do Sul e, embora nenhum dos lados tenha renunciado às suas pretensões de reunificar a Coreia sob o seu controlo, nenhum dos lados estava em posição de forçar a reunificação.
Em setembro de 1956, o presidente do Estado-Maior Conjunto, almirante Arthur W. Radford, indicou dentro do governo dos EUA que a intenção dos militares era introduzir armas atômicas na Coreia, o que foi acordado pelo Conselho de Segurança Nacional dos Estados Unidos e pelo presidente Eisenhower. No entanto, o parágrafo 13(d) do Acordo de Armistício Coreano determinou que ambos os lados não poderiam introduzir novos tipos de armas na Coreia, evitando assim a introdução de armas nucleares e mísseis. Os EUA decidiram revogar unilateralmente o parágrafo 13(d), quebrando o Acordo de Armistício, apesar das preocupações dos aliados das Nações Unidas. Numa reunião da Comissão Militar de Armistício de 21 de junho de 1957, os EUA informaram os representantes norte-coreanos que o Comando da ONU já não se considerava vinculado ao parágrafo 13(d) do armistício. Em janeiro de 1958, mísseis Honest John com armas nucleares e canhões atômicos de 280mm foram enviados para a Coreia do Sul, seguidos dentro de um ano por munições de demolição atômica  e mísseis de cruzeiro Matador com armas nucleares capazes de atingir a China e a União Soviética.
A Coreia do Norte denunciou a revogação do parágrafo 13(d) como uma tentativa de destruir o acordo de armistício e transformar a Coreia numa zona de guerra atómica dos EUA. Respondeu escavando enormes fortificações subterrâneas resistentes a ataques nucleares e avançando o destacamento das suas forças convencionais, de modo que o uso de armas nucleares contra ele colocaria também em perigo as forças sul-coreanas e norte-americanas. Em 1963, a Coreia do Norte pediu ajuda à União Soviética para desenvolver armas nucleares, mas foi recusada. Mais tarde, a China, após os seus testes nucleares, rejeitou de forma semelhante os pedidos norte-coreanos de ajuda no desenvolvimento de armas nucleares.
Na Coreia do Norte, a saída do Exército de Libertação Popular em outubro de 1958 permitiu a Kim Il-sung consolidar a sua base de poder e embarcar no Movimento Chollima de agricultura coletivizada e industrialização para construir uma base para a reunificação da Coreia pela força. A Coreia do Norte permaneceu dependente da União Soviética para tecnologia e da China para assistência agrícola.:Chapter 1 Background
Após a guerra, a Coreia do Sul permaneceu um dos países mais pobres do mundo durante mais de uma década. Em 1960, o seu produto interno bruto per capita era de 79 dólares, inferior ao da maioria dos países da América Latina e de alguns países da África Subsaariana. A Revolução de Abril que forçou o presidente Syngman Rhee a deixar o cargo em Abril de 1960 foi seguida por um breve período de democracia antes de um golpe de estado levar o General Park Chung-hee a tomar o poder em Maio de 1961. Apesar da turbulência política, a economia sul-coreana continuou a crescer, liderada pelo sector industrial.:Chapter 1 O rápido crescimento industrial começou no final da década de 1960, com o produto interno bruto per capita aumentando de US$ 100 em 1964 para US$ 1.000 em 1977.
Em 10 de dezembro de 1962, Kim propôs uma nova estratégia militar ao Comitê Central do Partido dos Trabalhadores da Coreia, com maior ênfase na guerra irregular, agitação e propaganda, a ser alcançada até o final do atual Plano de Sete Anos em 1967.:3
Em junho de 1965, o presidente Park assinou um tratado normalizando as relações com o Japão, que incluía o pagamento de reparações e a concessão de empréstimos bonificados do Japão e levou ao aumento do comércio e do investimento entre os dois países. Em julho de 1966, a Coreia do Sul e os Estados Unidos assinaram um Acordo sobre o Status das Forças, estabelecendo uma relação mais igualitária entre as duas nações. Com a sua crescente força económica e a garantia de segurança dos Estados Unidos, a ameaça de uma invasão convencional vinda do Norte parecia cada vez mais remota.:4–5 Após a escalada da Guerra do Vietnã com o envio de tropas de combate terrestre em Março de 1965, a Coreia do Sul enviou a Divisão da Capital e a 2ª Brigada de Fuzileiros Navais para o Vietnã do Sul em setembro de 1965, seguida pela Divisão Cavalo Branco em Setembro de 1966.
O início das hostilidades pode ser atribuído a um discurso proferido pelo líder norte-coreano Kim Il-sung em 5 de outubro de 1966, na Conferência do Partido dos Trabalhadores da Coreia, onde o status quo do Acordo de Armistício de 1953 foi desafiado. Aparentemente, ele percebeu que a divisão de esforços pelos militares sul-coreanos e a crescente escalada do compromisso dos EUA no Vietname tinham criado um ambiente onde a guerra irregular poderia ter sucesso de uma forma que a guerra convencional não poderia.:33–34 Kim acreditava que poderia forçar uma divisão entre os EUA e a Coreia do Sul através de provocações armadas dirigidas às forças dos EUA que, juntamente com outros compromissos mundiais e pequenas guerras, forçariam os EUA a reavaliar ou a renunciar ao seu compromisso com a Coreia do Sul, permitindo à Coreia do Norte incitar uma insurgência no Sul que derrubaria a administração de Park.:35
Houve campanhas de propaganda contínuas entre o norte e o sul, tais como transmissões em alto-falantes através da DMZ entre si. A panfletagem da Coreia do Norte foi retomada, como a Operação Jilli de 1964 a 1968 que entregou algumas centenas de milhões de panfletos ao norte.

## Forças militares

### Coreia do Norte
Em 1966, o Exército Popular da Coreia (KPA) implantou oito divisões de infantaria ao longo da DMZ, apoiadas por mais oito divisões de infantaria, três divisões de infantaria motorizada, uma divisão de tanques e uma coleção de infantaria separada e brigadas e regimentos de tanques. Seu total de efetivos armados forçados chegava a 386.000. :13–14 Embora forte, esta força convencional era menor do que as forças terrestres do Sul, de cerca de 585.000 homens,  e era improvável que o Norte conseguisse desferir um golpe nocaute antes que os EUA pudessem mobilizar forças adicionais.  :15
O principal braço de guerra não convencional era o Gabinete de Reconhecimento do Ministério da Defesa sob o controle operacional do Departamento de Ligação do Partido dos Trabalhadores da Coreia, que incluía a 17ª Brigada de Reconhecimento a Pé e as Unidades de Oficiais 124 e 283ª Unidades do Exército. Essas unidades eram todas altamente treinadas e doutrinadas, habilidosas em demolições e táticas de pequenas unidades, geralmente operavam em pequenas equipes de 2 a 12 homens, levemente armados com submetralhadoras PPS ou AK-47. O Reconnaissance Bureau também controlava a 23ª Brigada Anfíbia, que usava barcos de infiltração especialmente fabricados para operar ao longo da costa sul-coreana. O Gabinete de Reconhecimento também poderia usar forças convencionais do KPA e da Marinha do Povo Coreano para apoiar a infiltração e exfiltração das suas equipas. :15–18
Além das forças irregulares ofensivas, a Coreia do Norte também mobilizou vários milhares de operadores-agitadores para selecionar, treinar e supervisionar informantes e recrutas guerrilheiros, enquanto outros tentaram causar deserções individuais e insatisfação de unidades nas forças armadas da Coreia do Sul e, em geral, minar a moral de ambos.:18

### Estados Unidos e Coreia do Sul
As principais unidades de combate terrestre dos EUA na Coreia foram a 2ª Divisão de Infantaria (2ID) e a 7ª Divisão de Infantaria (7ID), o I Corpo e o 8º Exército. 2ID ficou com a 3ª Brigada tripulada 29,8 km da Zona Desmilitarizada Coreana (DMZ), essencialmente ao norte de Seul, em ambos os lados de Panmunjeom, com outras nove Divisões do Exército da República da Coreia (ROK) tripulando os 212,8 km restantes da DMZ. Todas as forças dos EUA e da ROKA estavam sob o controle operacional unificado do Comando das Nações Unidas na Coreia (que também era o comandante das Forças dos Estados Unidos da Coreia), General Charles H. Bonesteel III.:25–26 Ambas as Divisões do Exército dos EUA estavam gravemente desfalcadas, pois o Vietnã tinha prioridade em mão de obra e equipamento. As tropas foram equipadas com rifles M14 em vez de M16, os únicos tanques disponíveis eram os antigos M48A2C movidos a gasolina e havia um total de apenas 12 helicópteros UH-1 Huey na Coreia do Sul, restringindo seriamente a capacidade de caçar e enfrentar infiltrados. As tropas eram geralmente recrutadas servindo em uma missão de 13 meses, enquanto oficiais experientes e suboficiais preferiam o serviço no Vietnã à Coréia.:27 As Divisões ROK foram bem treinadas e altamente motivadas com muitos dos oficiais e suboficiais veteranos da Guerra da Coréia, mas todo o seu equipamento datava daquela guerra; seu rifle padrão ainda era o M1 Garand.:27–29
O principal objetivo operacional das Divisões dos EUA e da ROK era defender-se contra uma invasão convencional da Coreia do Norte, numa repetição do ataque de Junho de 1950. Embora houvesse infiltrações regulares no Sul para recolha de informações, a guerra não convencional não era vista como uma ameaça específica e as tropas não estavam geralmente treinadas ou equipadas para esta função.:11–12 Não existiam unidades de contra-guerrilha ou milícias de aldeia na Coreia do Sul em 1966 e os infiltrados foram caçados de várias maneiras pelo Exército ROK, pela Polícia e pela Agência Central de Inteligência da Coreia, sem controle unificado.:30
Em 1976, em atas de reunião agora desclassificadas, o vice-secretário de Defesa dos EUA, William Clements, disse a Henry Kissinger que tinham havido 200 ataques ou incursões na Coreia do Norte vindos do sul, embora não por parte dos militares dos EUA. Os detalhes de apenas algumas destas incursões tornaram-se públicos, incluindo os ataques das forças sul-coreanas em 1967, que sabotaram cerca de 50 instalações norte-coreanas. Até 7.700 soldados e agentes sul-coreanos infiltraram-se na Coreia do Norte desde o final da Guerra da Coreia até 1972, dos quais cerca de 5.300 nunca conseguiram regressar.
As forças terrestres foram apoiadas por caças-bombardeiros da 314ª Divisão Aérea da USAF e pela Força Aérea da República da Coreia. Os mares ao redor da Coreia estavam sob o controle da Sétima Frota dos Estados Unidos e da Marinha da República da Coreia. Tal como aconteceu com o Exército, a guerra no Vietname foi o foco principal da USAF e da USN no Pacífico.:30

## Estratégias de defesa
A partir de Outubro de 1964, os norte-coreanos aumentaram a infiltração de recolhedores de informações e propagandistas no Sul. Em outubro de 1966, mais de 30 soldados sul-coreanos e pelo menos 10 civis foram mortos em confrontos com infiltrados norte-coreanos; no entanto, não ocorreram confrontos semelhantes ao longo da secção da DMZ controlada pelos EUA. Em Outubro de 1966, a Coreia do Sul realizou um ataque retaliatório sem procurar a aprovação do General Bonesteel, causando tensão entre o comando dos EUA, que pretendia evitar violações do armistício, e os sul-coreanos, que sofriam perdas contínuas.:33
Após o primeiro ataque do KPA às forças dos EUA em Novembro de 1966, o General Bonesteel formou um grupo de trabalho para analisar a estratégia norte-coreana e desenvolver uma contra-estratégia para derrotá-la. Considerando que as doutrinas tácticas existentes do Exército dos EUA eram inaplicáveis à situação que enfrentavam, o grupo de trabalho desenvolveu a sua própria doutrina para satisfazer as suas necessidades operacionais. Foram identificados três tipos de operações: primeiro, para proteger contra a infiltração na DMZ; o segundo foi um esforço naval semelhante ao longo da costa; e o terceiro foram as operações de contraguerrilha no interior. Todos os três tipos de operações tiveram de ser realizados sem pôr em risco a defesa convencional da Coreia do Sul ou escalar o conflito de baixa intensidade para uma guerra total.:40–43

### Zona desmilitarizada

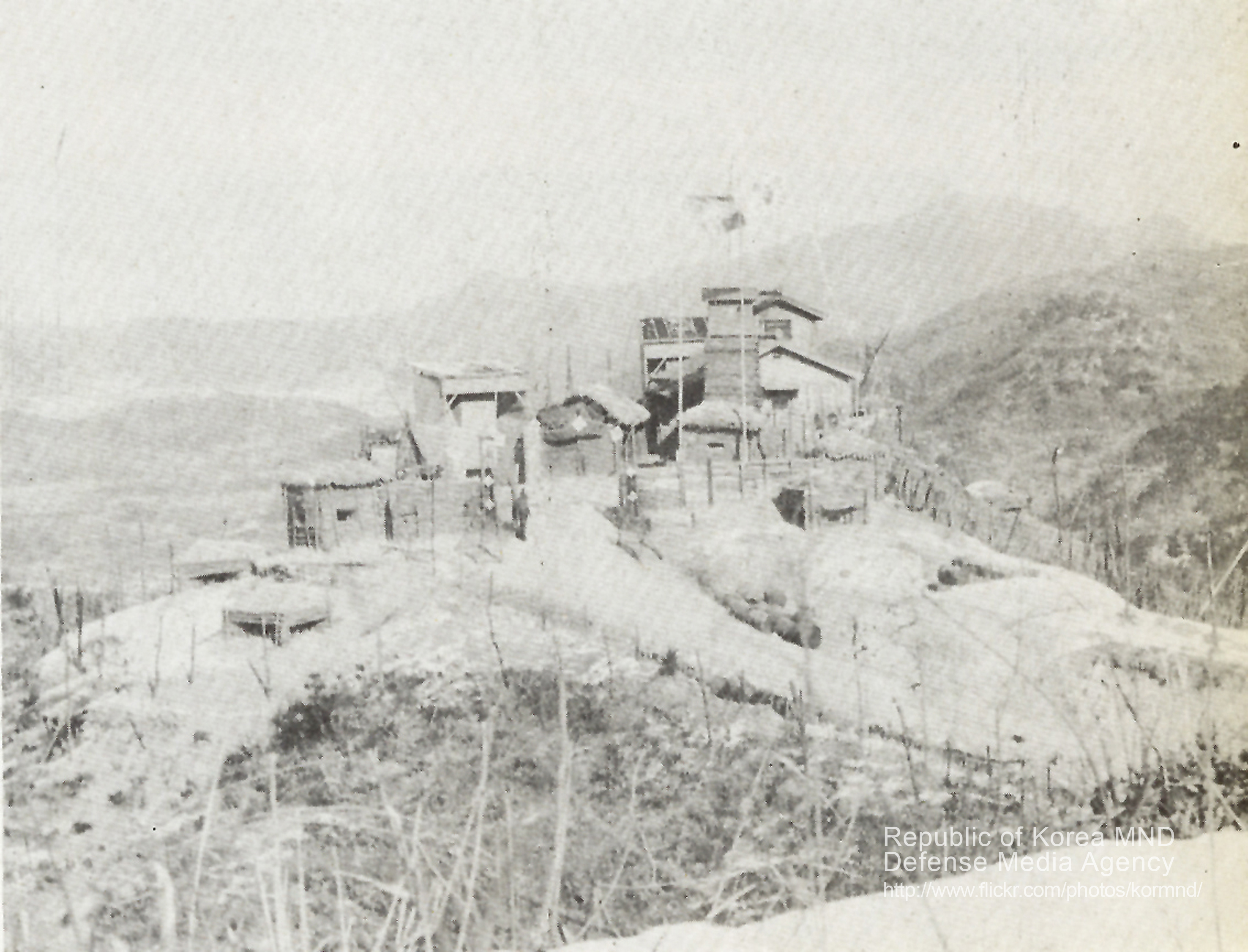
Um posto de guarda DMZ sul-coreano

A partir de 1967, o Comando da ONU desenvolveu uma defesa em camadas da Zona Desmilitarizada Coreana (DMZ). O Armistício restringiu a fortificação dentro da DMZ, onde as defesas se limitaram a patrulhas e postos de observação sem armas pesadas. Foi ordenado um patrulhamento mais agressivo da DMZ, com patrulhas saindo por vinte e quatro horas, fazendo reconhecimento durante o dia e estabelecendo emboscadas à noite; a maioria das baixas nos EUA ocorreu durante essas patrulhas. Os postos de observação foram fortificados com sacos de areia e metralhadoras, e rifles sem recuo eram frequentemente mantidos escondidos ali, em violação ao Armistício. O General Bonesteel obteve US$ 30 milhões em financiamento do Comando de Desenvolvimento de Combate do Exército dos EUA para criar uma barreira de teste DMZ ao longo da parte da DMZ ocupada pela 2ID e pela 21ª Divisão de Infantaria ROKA. Além da fronteira sul ou "fita sul" da DMZ, nenhuma restrição defensiva foi aplicada e uma força combinada de engenheiros EUA-Coreia construiu uma barreira profunda composta por uma cerca de arame de 3 m de altura, encimada por fios triplos de arame sanfonado e reforçada por mudas entrelaçadas e estacas de engenharia de aço, atrás dele um caminho estreito e arenoso paralelo à cerca para destacar pegadas.
Atrás da faixa de areia havia uma zona de destruição limpa de 120m de largura, na qual minas e arame farpado enfrentavam uma linha de posições defensivas convencionais de metralhadoras interligadas e morteiros pré-registrados e fogo de artilharia que dominavam a zona de destruição. Torres de observação ficavam em intervalos ao longo do traçado para permitir uma visão clara das áreas abertas. Vários componentes eletrônicos e sensores foram testados na Barreira semelhante à Linha McNamara no Vietnã, mas com exceção dos osciloscópios Starlight, foram amplamente ineficazes. A barreira não conseguiu impedir a infiltração (estima-se que os norte-coreanos poderiam cortar a cerca em 30-40 segundos), mas pretendia retardar o movimento e fornecer fácil observação.
Atrás da Barreira estavam as forças de reação rápida de infantaria mecanizada, tanques e cavalaria blindada que caçariam infiltrados. As regras de combate também foram afrouxadas para permitir que as tropas da linha de frente usassem fogo de artilharia e morteiros contra elementos conhecidos do KPA dentro ou ao sul da DMZ e contra disparos do KPA vindos do norte da Linha de Demarcação Militar, embora na prática isso tenha sido usado apenas com moderação. Um novo esquema de rotação de quatro meses foi introduzido em outubro de 1967 para garantir que cada Batalhão recebesse apenas a sua parte justa de tempo tripulando e patrulhando a Barreira. O 7ID enviou um batalhão de infantaria por vez para aumentar a 3ª Brigada, o 2ID, o que aumentou a defesa para quatro batalhões na linha mais as forças de reação rápida.:49–52
A Coreia do Sul lançou pelo menos três ataques retaliatórios transfronteiriços no final de 1967, utilizando pequenas equipas de desertores norte-coreanos. Os ataques mataram 33 soldados KPA. 

### Litoral coreano
Prevenir a infiltração no mar criou um desafio impossível para o Comando da ONU, que carecia de aeronaves, navios, radares e comunicações adequados. A Marinha ROK possuía apenas 72 navios para patrulhar mais de 7.000 quilômetros de costa acidentada. Ao longo da costa, cerca de 20.000 observadores costeiros desarmados, por vezes complementados por reservistas do ROK, patrulhavam as praias e, quando fossem descobertos sinais de desembarque, estes seriam comunicados à Polícia Nacional e forças de reação rápida seriam mobilizadas. As más comunicações e a falta de helicópteros fizeram com que as forças de reação rápida raramente chegassem a tempo antes dos infiltrados se dispersarem no interior da Coreia.:55–57

### Operações de contrainsurgência
Durante 1966 e 1967, não houve nenhum plano coordenado de contrainsurgência na Coreia do Sul. As infiltrações foram tratadas numa base ad hoc pela ROKA, pela Polícia Nacional, pelas unidades de contraespionagem do Exército e pela KCIA, geralmente dependendo da estimativa da ameaça e das unidades que estivessem por perto. O Presidente Park estava relutante em criar e armar uma milícia civil, pois não confiava totalmente na lealdade da população ao seu governo.
O General Bonesteel considerava a contra-insurgência uma responsabilidade inteiramente interna do governo sul-coreano. Embora tenha fornecido algum apoio material, incluindo seus helicópteros e várias equipes A das Forças Especiais do 1º Grupo de Forças Especiais em Okinawa para treinar a ROKA e a recém-formada Polícia de Combate em táticas de contra-insurgência, recusou-se a assumir a responsabilidade pelas operações de contrainsurgência.
No final de 1967, ficou claro que os norte-coreanos estavam a tentar desenvolver uma insurreição em grande escala no Sul, com fortalezas nas montanhas Taebaek e em torno da montanha Jirisan. O Presidente Park, em consulta com o General Bonesteel, desenvolveu uma estratégia de contra-insurgência na forma da Instrução Presidencial nº 18. A instrução estabeleceu um conselho de coordenação nacional com cadeias de comando claras para todos os tipos de incidentes, desde avistamentos de agentes individuais até distúrbios a nível provincial. Oito (mais tarde dez) novos batalhões de contra-infiltração ROKA seriam formados, juntamente com uma maior expansão da Polícia de Combate.:57–59

## Janeiro de 1968

### Ataque à Casa Azul

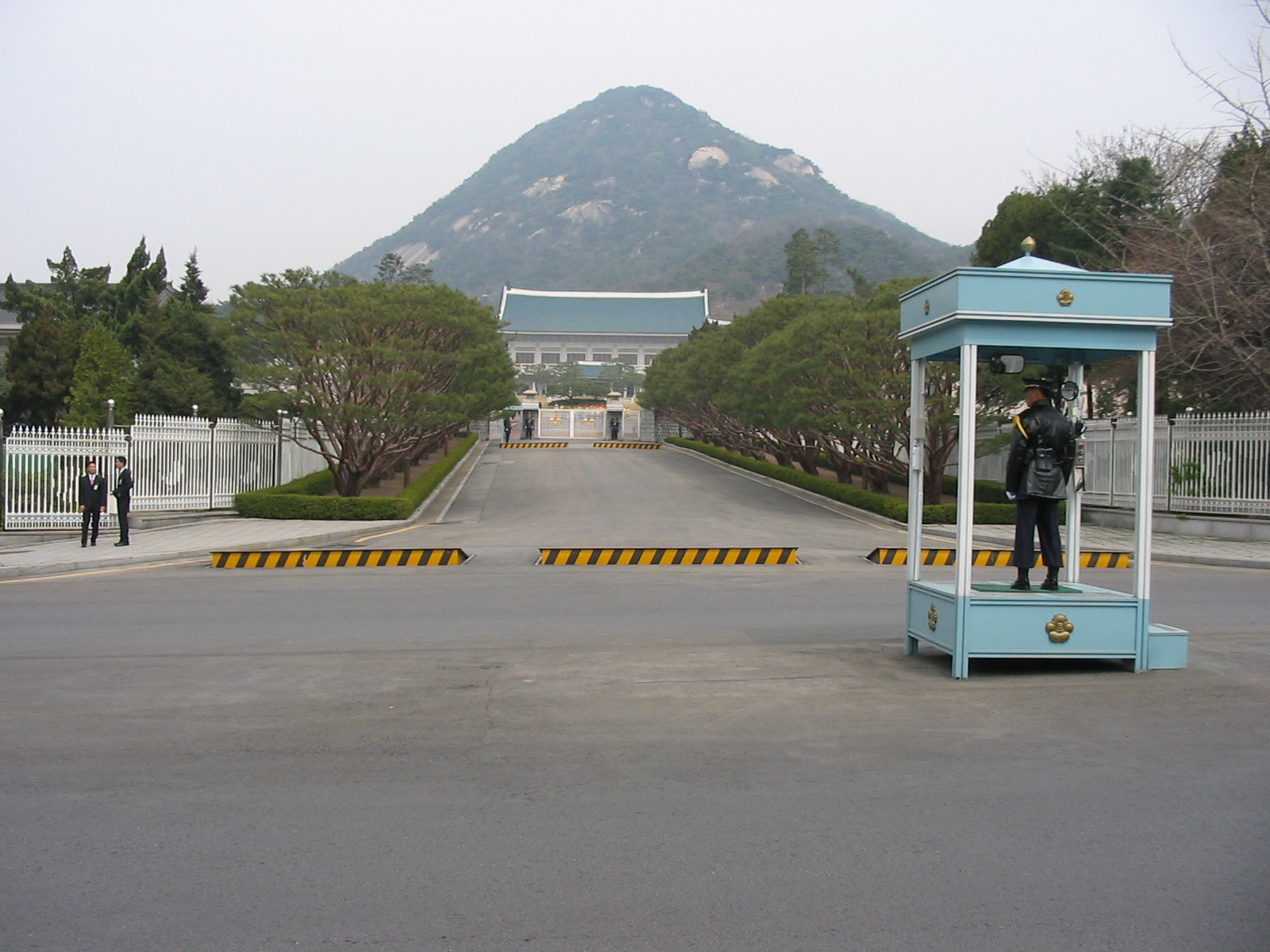
O complexo da Casa Azul em Seul, Coreia do Sul, em abril de 2007. Serviu como escritório executivo e residência oficial do presidente sul-coreano.

Na noite de 17 de janeiro de 1968, 31 homens da Unidade 124 penetraram no setor 2ID da DMZ, cortando a cerca de arame e passando sem serem detectados a 30 m de uma posição tripulada 2ID. A missão da Unidade 124, conforme explicado a eles pelo chefe do KPA Reconnaissance Bureau, Tenente General Kim Chung-tae, era "ir a Seul e cortar a cabeça de Park Chung Hee". Acreditava-se que, ao assassinar Park, o Sul seria lançado em turbulência, fazendo com que a população sul-coreana se levantasse e lutasse contra o governo sul-coreano e os soldados americanos, levando à reunificação.:62–63
Na tarde de 19 de Janeiro, a Unidade 124 encontrou quatro lenhadores, mas em vez de os matar, o comandante da Unidade 124 tentou doutriná-los com detalhes da insurreição que se aproximava e das glórias do comunismo norte-coreano. Os norte-coreanos libertaram os lenhadores com avisos para não notificarem as autoridades. Os lenhadores notificaram a polícia o mais rápido possível e um alerta subiu na cadeia de comando de acordo com a Instrução Presidencial nº 18. Na manhã de 20 de Janeiro, a polícia e os militares estavam em alerta total, mas sem conhecerem a missão da Unidade 124, tentavam proteger locais importantes, bem como os acessos a Seul.:63
A Unidade 124 entrou em Seul em celas de 2 a 3 homens em 20 de janeiro e, notando a segurança reforçada e escutando as frequências de rádio ROKA, eles elaboraram um novo plano de ataque. Vestindo os uniformes da 26ª Divisão de Infantaria, eles marcharam nos últimos 2 km até a Casa Azul, se passando por uma unidade retornando de uma patrulha de contra-guerrilha. Depois de passar por várias unidades policiais e da ROKA, a Unidade 124 foi parada por uma unidade policial a apenas 100 metros da Casa Azul. A polícia começou a interrogar os membros da Unidade 124 e quando um policial suspeitou e sacou sua pistola foi baleado por um membro da Unidade 124.:63–64
Desenvolveu-se então um tiroteio em andamento, no qual dois membros da Unidade 124 foram mortos. O ROK, a polícia e o Exército dos EUA iniciaram uma caçada humana massiva enquanto os membros restantes da Unidade 124 tentavam escapar para o norte e cruzar a DMZ. Outros 26 membros da Unidade 124 foram mortos, um capturado (Kim Shin-Jo) e dois desaparecidos supostamente mortos (embora pelo menos um membro da Unidade aparentemente tenha sobrevivido e retornado para a Coreia do Norte) enquanto 26 sul-coreanos e 4 norte-americanos Militares do exército foram mortos.:64–65

### O IncidentePueblo
Em 23 de janeiro de 1968, barcos patrulha norte-coreanos operando sob a cobertura de caças MiG-21 capturaram o USS Pueblo (AGER-2) em águas internacionais a nordeste de Wonsan, matando um tripulante. Bonesteel desconhecia a missão do Pueblo e a 314ª Divisão Aérea não tinha nenhuma aeronave adequada disponível para dar assistência ao Pueblo. No momento em que a aeronave de ataque pôde ser enviada para a área, o Pueblo e seus 82 tripulantes restantes estavam em cativeiro no porto de Wonsan.:65–69

### Reações americanas e sul-coreanas
A tomada de Pueblo foi uma das várias crises enfrentadas pela administração Johnson em janeiro de 1968: no Vietnã, a Batalha de Khe Sanh começou em 21 de janeiro. O presidente Johnson ordenou uma demonstração de força com um envio massivo de meios aéreos e navais dos EUA para a Coreia sob os codinomes Operação Combat Fox (mais de 200 aeronaves de combate) e Operação Formation Star (seis porta-aviões mais navios de apoio), bem como a parcial mobilização de reservistas pela primeira vez desde a crise dos mísseis cubanos.:69
Apesar deste acúmulo militar, o presidente Johnson desejava evitar a escalada do conflito existente na Coreia e instruiu Bonesteel a iniciar negociações para o retorno da tripulação Pueblo com os norte-coreanos através da Comissão de Armistício Militar em Panmunjom. Mesmo quando as forças extras foram enviadas para a Coreia do Sul, a Ofensiva do Tet no Vietnã do Sul começou em 30 de Janeiro de 1968. Johnson considerou que a tomada do Pueblo e o momento da Ofensiva do Tet foram coordenados para desviar os recursos dos EUA do Vietnã e para forçar os sul-coreanos a retirarem as suas duas divisões e Brigada de Fuzileiros Navais do Vietname do Sul.:69–70
Ao contrário de Johnson, Bonesteel não via tal ligação. Ele considerou o ataque à Casa Azul como tendo sido planejado ao mais alto nível na Coreia do Norte, enquanto a tomada do Pueblo parecia meramente oportunista e o momento da Ofensiva do Tet como útil, mas coincidente. Não viu nenhuma mudança na sua missão de defender a Coreia do Sul e prevenir uma escalada do conflito existente de baixa intensidade.:70
Os sul-coreanos viam as coisas de forma diferente. Eles consideraram o ataque à Casa Azul e a apreensão do Pueblo como sinais de uma ameaça norte-coreana que tinha de ser combatida com firmeza tanto pela Coreia do Sul como pelos EUA. Quando as notícias das negociações entre os EUA e os norte-coreanos em Panmunjom se tornaram públicas, em 6 de Fevereiro, a Administração do Parque acusou os EUA de uma política de apaziguamento. Editoriais de jornais e funcionários do governo sugeriram que as unidades coreanas no Vietname do Sul deveriam ser chamadas de volta para lidar com a ameaça norte-coreana, enquanto vários conselheiros persuadiram Park a "ir para o Norte" com ou sem os americanos. Park recusou-se a negociar seriamente com Bonesteel ou com o embaixador William J. Porter. Parecia que a divisão que Kim Il-sung esperava criar entre a Coreia do Sul e os EUA estava a tornar-se uma realidade.:69–70
Em 10 de fevereiro, Cyrus Vance chegou a Seul para negociar com Park em nome de Johnson. Vance reuniu-se com Park em 11 de fevereiro e expôs a posição da administração Johnson: não haveria uma guerra mais ampla na Coreia, qualquer ação transfronteiriça da ROK estava sujeita à aprovação de Bonesteel, que necessitaria da aprovação do presidente Johnson e os EUA negociariam como necessário para garantir a libertação da tripulação de Pueblo . Vance ofereceu a Park US$ 100 milhões em ajuda militar imediata (incluindo caças F-4D Phantom II) e mais a seguir, desde que Park concordasse em não "ir para o Norte". Quatro dias depois, Park concordou com os termos de Vance.:74–75

## Implementando a estratégia americana e sul-coreana
O ataque à Casa Azul e o Incidente de Pueblo serviram ambos para aumentar o perfil do conflito de baixa intensidade travado na Coreia do Sul e finalmente trouxeram os recursos necessários para implementar plenamente a estratégia conjunta de contrainsurgência EUA/ROK.

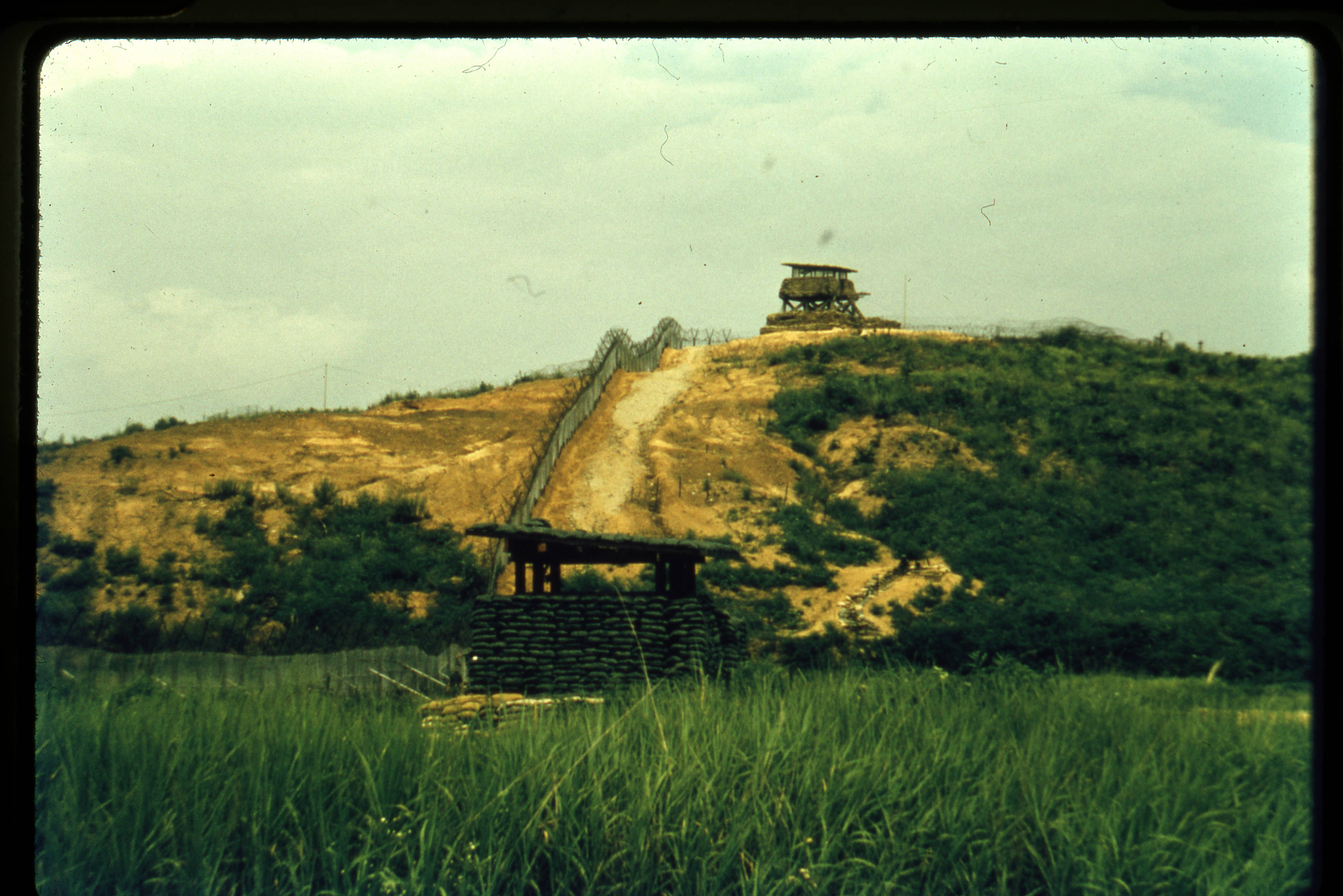
Cerca da fronteira sul da DMZ e torres de guarda, 14 de agosto de 1968

A implantação massiva de navios de guerra e aeronaves de combate dos EUA nas operações Formation Star e Combat Fox serviu para dissuadir novas incursões em grande escala. Assim que a ameaça imediata diminuiu, a Sétima Frota dos EUA retirou os seus navios em meados de 1968, enquanto a Força Aérea dos EUA reduziu gradualmente o seu destacamento do Combat Fox durante um período de 16 meses.:71–72
Em 1º de abril de 1968, o Departamento de Defesa, por recomendação do General Bonesteel, declarou a área do rio DMZ-Imjin como uma zona de fogo hostil, dando aos militares estacionados na área o pagamento de fogo hostil e, posteriormente, a atribuição do distintivo de soldado de infantaria de combate. e Distintivo Médico de Combate para todos os homens qualificados servindo ao norte do Rio Imjin. :76 Esta mudança na designação também significou que a Coreia passaria a receber prioridade, perdendo apenas para o Vietname do Sul. Além dos 100 milhões de dólares prometidos à República da Coreia pelo enviado Vance, o Congresso também atribuiu 230 milhões de dólares para melhorar as instalações dos EUA e da República da Coreia e a prontidão de combate em toda a DMZ. US$ 32 milhões em material para a construção da barreira DMZ e equipamentos de comunicação foram transportados de avião para a Coreia do Sul, permitindo a conclusão da barreira anti-infiltração melhorada ao longo de toda a DMZ até 30 de julho de 1968. O 6º Pelotão de Aviação que estava a caminho do Vietnã do Sul foi, em vez disso, implantado na Coreia do Sul, com seus 12 UH-1D Hueys mais que dobrando o número de UH-1 disponíveis, permitindo que alguns permanecessem em alerta com forças de reação rápida enquanto outros conduziam contra-ataque. -operações de infiltração. Vários milhares de homens alistados adicionais foram alocados para o Oitavo Exército, aliviando a escassez de mão de obra, enquanto os Imjin Scouts O programa  melhorou o treinamento em táticas de contra-infiltração. Equipes de rastreadores de cães foram implantadas, permitindo uma melhor detecção de infiltrados, enquanto várias centenas de rifles M16 foram adquiridos, permitindo que as patrulhas igualassem o poder de fogo dos infiltrados KPA. Essas melhorias, em conjunto, resultaram em um aumento dramático na detecção e eliminação de infiltrados KPA em 1968. :77–82
O ataque à Casa Azul convenceu o presidente Park a fazer uma mudança crucial na Diretiva Presidencial nº 18. Em fevereiro de 1968, ele ordenou a criação da Força de Reserva de Defesa da Pátria (HDRF), anunciada publicamente em abril, dentro de 6 meses, mais de 2 milhões de cidadãos sul-coreanos se ofereceu como voluntário para formar mais de 60.000 pelotões e companhias de defesa locais. Park também ordenou o estabelecimento de 20 Aldeias de Reconstrução logo ao sul da DMZ, povoadas por ex-soldados armados e suas famílias e o envio de equipes médicas/de iluminação de ação cívica da ROK para áreas remotas, particularmente nas áreas das montanhas Taebaek e Jiri.:83–84

## Desembarques Ulchin-Samcheok
Embora a DMZ tenha se tornado cada vez mais difícil de penetrar durante 1968, a costa da Coreia do Sul, apesar de algumas melhorias nas capacidades da Marinha ROK, permaneceu vulnerável à infiltração.:82–83

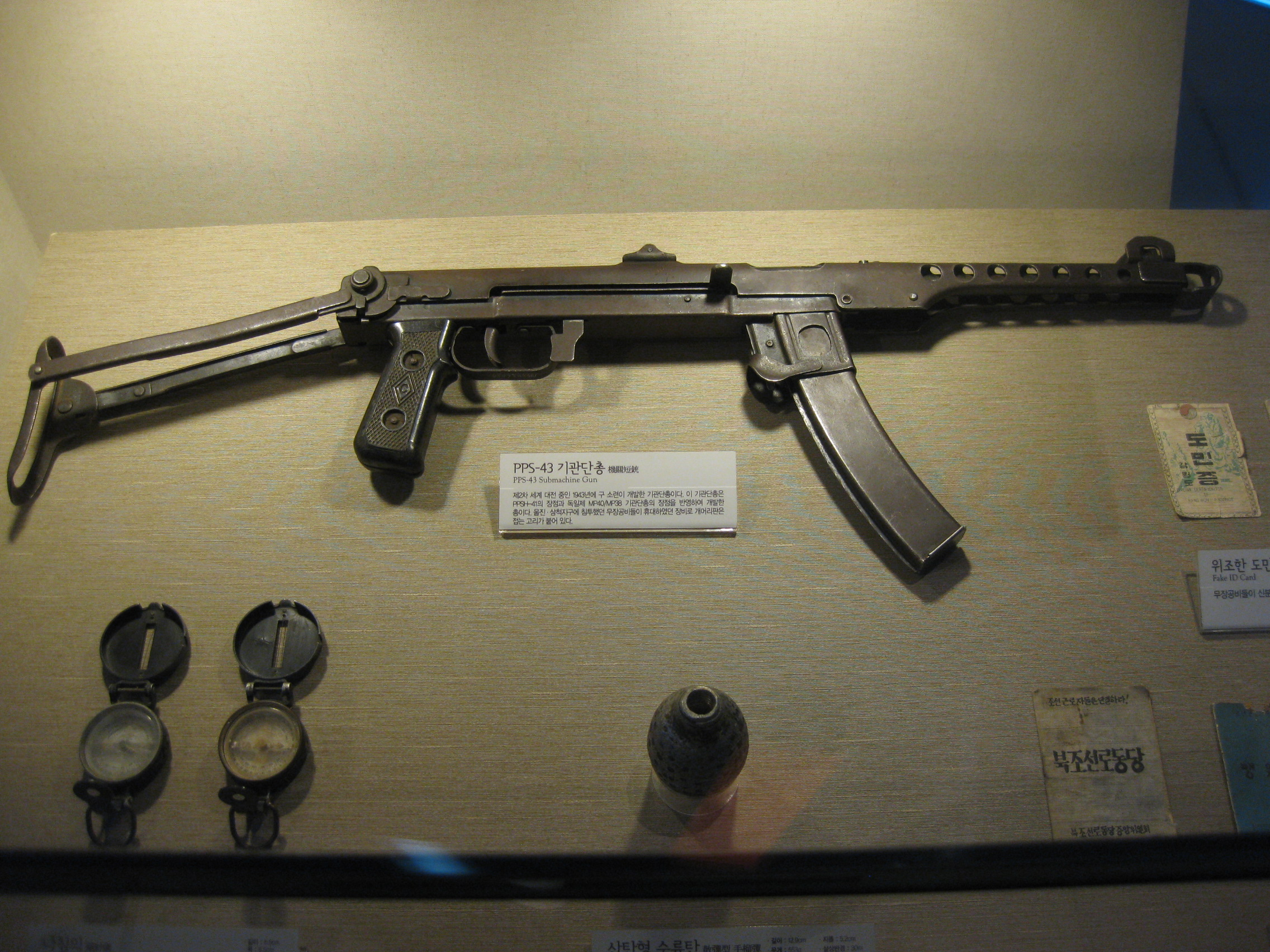
PPS-43, bússolas, granada e identidade falsa dos desembarques Ulchin-Samcheok no Memorial de Guerra da Coreia

Na noite de 30 de outubro de 1968, 120 homens da Unidade 124 desembarcaram em oito locais distintos entre Uljin e Samcheok, na província de Gangwon, e avançaram para o interior em uma missão de 30 dias para criar bases de guerrilha nas montanhas Taebaek. Na manhã de 31 de Outubro, entraram em várias aldeias e começaram a doutrinar os aldeões, vários dos quais fugiram para alertar as autoridades. As forças ROKA logo chegaram à área a bordo dos UH-1 Hueys do 6º Pelotão de Aviação e alguns dos novos UH-1 fornecidos à ROKA no âmbito do Programa de Assistência Militar. A 36ª Divisão de Infantaria de Defesa Interna, partes de duas outras Divisões, um batalhão do Corpo de Fuzileiros Navais ROK, companhias de Polícia de Combate, um Grupo de Forças Especiais ROK e milhares de Reservas de Defesa Interna participaram da caçada humana que se seguiu. Em duas semanas, a maioria dos infiltrados foi morta. Em 9 de dezembro, vários comandos assassinaram Lee Seung-bok, de 10 anos, e três outros membros de sua família, em sua casa, na remota encosta norte da montanha Gyebang. Quando o Presidente Park suspendeu a operação, em 26 de dezembro, 110 norte-coreanos haviam sido mortos e 7 capturados, resultando na perda de 40 militares regulares, policiais e milícias e 23 civis.:86–87

## Mudanças na estratégia norte-coreana
No final de 1968, era evidente que, apesar de dois anos de operações não convencionais, a Coreia do Norte não tinha conseguido desencadear uma insurgência no Sul, a relação EUA-ROK estava mais forte do que nunca e o Presidente Park tinha cimentado a sua legitimidade junto da população. No final de Dezembro, Kim Il-sung expurgou os oficiais militares superiores responsáveis pela campanha de guerra não convencional, acusando-os de não terem implementado correctamente a linha do Partido, não poderia haver qualquer sugestão de que a linha do KWP simplesmente não apelasse aos sul-coreanos. O Ministro da Defesa, General Kim Chongbong, e o presidente do Bureau Político do KPA, General Ho Pong-haek, foram executados, enquanto o chefe do Estado-Maior, o chefe do Gabinete de Reconhecimento, o comandante do KPN e os comandantes de três Corpos do KPA da linha da frente foram todos presos. As unidades 124 e 283 foram dissolvidas e as capacidades especiais de guerra foram explicitamente subordinadas às operações militares convencionais. O KPA foi transformado pela instituição de um sistema de Comissários em todas as unidades até ao nível da Companhia para garantir o controlo do KWP sobre todas as actividades militares. Apesar da mudança de estratégia, a Coreia do Norte continuou a realizar infiltrações, aparentemente como cobertura enquanto a purga e a reestruturação eram realizadas. :90–93
O Comando da ONU inicialmente não apreciou as mudanças em Pyongyang, considerando a redução das infiltrações como sendo causada por uma acção eficaz da ONU e não pelo abandono por parte de Pyongyang da sua estratégia falhada; fontes limitadas de inteligência e poucos discursos publicados por Kim Il-Sung deram poucas pistas sobre a mudança política do KWP. :94 Em meados de março, o Exercício Focus Retina das forças combinadas começou na Coreia do Sul, este exercício foi condenado pelo Norte como um ensaio geral para uma invasão e os regulares do KPA iniciaram uma série de ataques e infiltrações contra a posição 2ID na DMZ que durou até meados de maio. :99
Em 15 de abril de 1969 (aniversário de Kim Il-sung), dois MiGs da KPAF abateram um EC-121M Warning Star da USAF em uma missão de inteligência eletrônica 167 km da costa leste da Coreia do Norte, matando todos os 31 tripulantes. O presidente Richard Nixon e o conselheiro de Segurança Nacional Henry Kissinger consideraram um ataque aéreo de represália ou uma escolta aérea ligada a uma queixa diplomática na mesa de trégua, ambos inicialmente a favor de um ataque aéreo com base em que a força deveria ser enfrentada com força. Os conselheiros de Nixon opuseram-se a um ataque aéreo, temendo que este pudesse provocar uma guerra em grande escala quando os EUA já estavam comprometidos no Vietname e foram apoiados pelo General Bonesteel e pelo Embaixador Porter. Em 18 de abril, Nixon anunciou que os futuros voos de inteligência teriam escoltas de caças (o que aconteceu até o final de 1968, quando se acreditava que as tensões na península coreana haviam diminuído) e um protesto foi apresentado aos norte-coreanos em Panmunjom, que foi aceito sem comentários. De 19 a 26 de abril, a Força-Tarefa 71 da Sétima Frota (incluindo 4 porta-aviões e suas escoltas) conduziu operações na costa leste da Coreia do Norte como uma demonstração de força.:101–107

## Difusão de conflitos
Em maio de 1969, o nível de intensidade do conflito havia reduzido substancialmente. Incidentes isolados continuaram a ocorrer, especialmente ao longo dos sectores da DMZ controlados pela ROKA, mas tornou-se claro que o Norte tinha abandonado as suas esperanças de iniciar uma insurgência no Sul. As melhorias qualitativas no Exército da Coreia do Sul significaram que os EUA poderiam começar a contemplar a redução da sua presença militar na Coreia do Sul. Em 25 de Julho de 1969, o Presidente Nixon anunciou a sua Doutrina Nixon segundo a qual, doravante, os EUA esperavam que os seus aliados se defendessem com o apoio do poder aéreo e marítimo dos EUA (e com o guarda-chuva nuclear), mas não com tropas terrestres dos EUA.
Embora destinada principalmente ao Vietname do Sul, esta política também se aplicaria à Coreia do Sul (no entanto, Nixon garantiu ao Presidente Park que o seu compromisso com a Coreia do Sul permanecia inalterado). Em 1 de outubro de 1969, o General Bonesteel entregou o comando do USFK ao General John H. Michaelis  Uma das primeiras tarefas do General Michaelis foi negociar a libertação de três soldados norte-americanos capturados quando o seu helicóptero OH-23 foi abatido após se desviar pela DMZ; a sua libertação em 3 de dezembro de 1969 é considerada o fim oficial do conflito.:107–109

## Linha do tempo

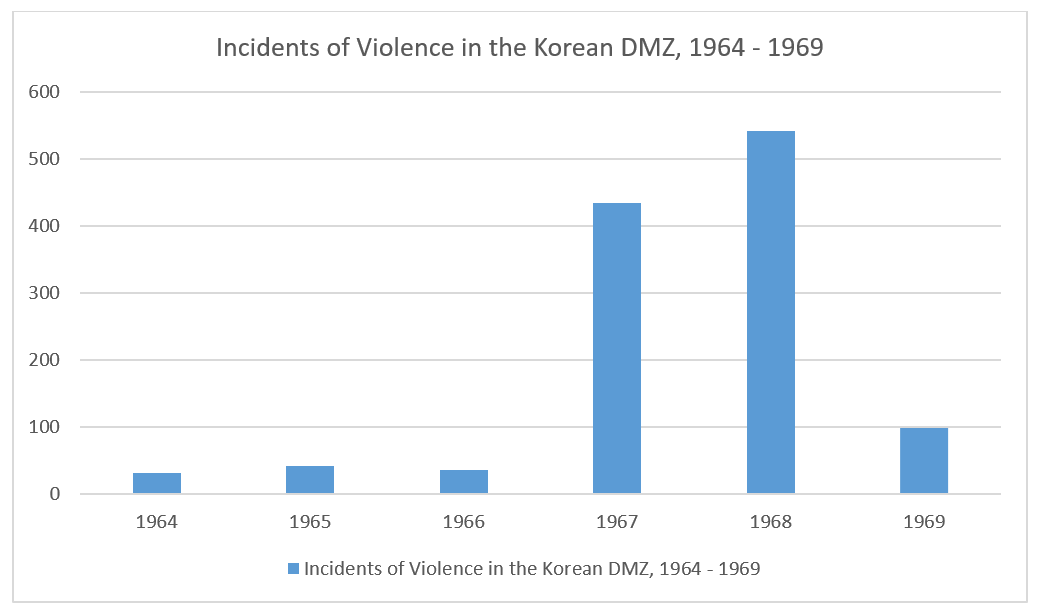
Incidentes graves – DMZ coreana, 1964–1969

### 1966
2 de novembro: patrulha da 2ª Divisão de Infantaria (2ID) (1º Batalhão, 23º Regimento de Infantaria) emboscada ao sul da DMZ. Seis mortos em combate dos EUA, um morto em combate do KATUSA, um ferido em combate dos EUA; perdas desconhecidas de KPA. O soldado Ernest Reynolds é condecorado postumamente com a Estrela de Prata por suas ações durante a emboscada.  Uma patrulha ROKA foi emboscada na mesma noite. Dois ROK KIA. :36–39 :127–130

### 1967
- 19 de janeiro: O ROKS Dangpo (PCEC 56) (anteriormente USS Marfa (PCE-842)), é afundado pela artilharia costeira norte-coreana ao norte da linha de demarcação marítima na costa leste da Coreia,[2] 39 marinheiros da tripulação de 79 são mortos.
- 12 de fevereiro: Patrulha 2ID (3/23 Infantaria) emboscada ao sul da DMZ. Um KIA dos EUA; perdas desconhecidas de KPA.
- 5 de abril: Posto de guarda 2ID enfrentou infiltrados KPA ao sul da DMZ. Nenhuma perda nos EUA; cinco KPA KIA.
- 29 de abril: A patrulha 2ID emboscou infiltrados KPA ao sul da DMZ. Nenhuma perda nos EUA; um KPA KIA, um KPA WIA, um KPA capturado.
- 22 de maio: Quartel 2ID (1/23 Infantaria) demolido por explosão noturna ao sul da DMZ. Dois KIA dos EUA, 17 WIA dos EUA.[27]
- 16 de julho: ultrapassagem da posição nº 32 da barreira 2ID. Três KIA dos EUA (2-23 Infantaria), um KATUSA WIA.
- 10 de agosto: Equipe de construção 7ID (2º Batalhão da Companhia B, 31º Regimento de Infantaria, 7º ID) emboscada bem ao sul da DMZ à luz do dia. Três KIA dos EUA, dezesseis WIA dos EUA, um WIA morreu mais tarde devido aos ferimentos na 121ª EVAC; perdas desconhecidas de KPA.
- 15 de agosto: Posição da barreira 2ID perto da Ilha do Caranguejo. Três agentes inimigos armados envolvidos no combate ao fogo. Dois agentes mortos e corpos recuperados, um outro supostamente morto no rio, tentando escapar.
- 22 de agosto: Jipe 2ID destruído por uma mina e emboscada ao sul da DMZ. Um KIA dos EUA, um WIA dos EUA; perdas desconhecidas de KPA.
- 28 de agosto: Equipe de construção do Oitavo Exército (76º Engenheiros) emboscada à luz do dia perto da Área de Segurança Conjunta, mas ainda ao sul da DMZ. Dois KIA dos EUA, dois KATUSA KIA, quatorze WIA dos EUA, nove KATUSA WIA, três civis WIA; perdas desconhecidas de KPA.
- 29 de agosto: Jipe 2ID destruído por uma mina ao sul da DMZ. Três KIA dos EUA, cinco WIA dos EUA; sem perdas de KPA.
- 7 de outubro: Barco patrulha 2ID emboscado no rio Imjin, ao sul da DMZ. Um KIA dos EUA; perdas desconhecidas de KPA.

### 1968
- 20–21 de janeiro: 31 comandos da Unidade 124 norte-coreana cruzaram a fronteira disfarçados de soldados sul-coreanos em uma tentativa de assassinar o presidente Park Chung-hee na Casa Azul. A missão fracassada resultou em 28 comandos mortos, dois presumivelmente mortos e o último capturado. 68 sul-coreanos foram mortos e 66 feridos, incluindo cerca de 24 civis. Três americanos foram mortos e outros três feridos na tentativa de impedir que os comandos escapassem pela DMZ.[12]:65
- 22 de janeiro: posto de guarda 2ID atacado por infiltrados KPA. Três feridos em combate dos EUA; perdas desconhecidas de KPA.
- 23 de janeiro: Apreensão do USS Pueblo (AGER-2) na costa leste da Coreia do Norte. Um morto em combate dos EUA.
- 24 de janeiro: Posição 2ID (1/23 Infantaria) atacada ao sul da DMZ por exfiltradores da Unidade 124 do KPA. Dois mortos em combate dos EUA; três feridos em combate da KPA.
- 26 de janeiro: Posição defensiva 2ID (2/72 Armor) atacada ao sul da DMZ por exfiltradores da Unidade 124 do KPA
- 29 de janeiro: patrulhas e postos avançados da 2ID enfrentaram e repeliram quatro equipes de infiltrados KPA. Nenhuma perda nos EUA; perdas desconhecidas de KPA.
- 6 de fevereiro: Posto de guarda 2ID atacado. Nenhuma perda nos EUA; um ferido em combate do KPA.
- 27 de março: As forças de reação 2ID e a 25ª Divisão de Infantaria ROK emboscaram infiltrados KPA. Nenhuma perda nos EUA; três mortos em combate do KPA.
- 14 de abril: Caminhão do Grupo de Apoio do Exército dos EUA emboscado ao sul da Área de Segurança Conjunta, perto da meia-noite do Domingo de Páscoa. [28] Dois mortos em combate dos EUA, dois mortos em combate do KATUSA, dois feridos em combate dos EUA; perdas desconhecidas de KPA.
- 20 de abril: Patrulha 2ID (2/23 Infantaria) emboscada na DMZ perto de MDL um ferido em combate dos EUA e um morto em combate do KPA.
- 21 de abril: A patrulha 7ID (2/31 Infantaria) enfrentou a empresa infiltrada KPA na DMZ. Um morto em combate dos EUA, três feridos em combate dos EUA; cinco mortos em combate do KPA, quinze feridos em combate do KPA.
- 27 de abril: Patrulha 7ID (2/31 Infantaria) emboscada na DMZ. Um morto em combate do KATUSA, dois feridos em combate dos EUA; perdas desconhecidas de KPA.
- 3 de julho: Patrulha 2ID emboscada na DMZ. Um ferido em combate dos EUA; perdas desconhecidas de KPA.
- 20 de julho: Patrulha 2ID emboscada na DMZ. Um morto em combate dos EUA; perdas desconhecidas de KPA. Patrulha 7ID (1º Batalhão, 32º Regimento de Infantaria) emboscada na DMZ. Um morto em combate dos EUA; perdas desconhecidas de KPA.
- 21 de julho: Patrulha 2ID (2º Batalhão, 38º Regimento de Infantaria) emboscada na DMZ. Um morto em combate dos EUA, um ferido em combate do KATUSA.
- 30 de julho: Patrulha 2ID (3/23 Infantaria) emboscada na DMZ. Um morto em combate dos EUA, três mortos em combatedos EUA; perdas desconhecidas de KPA.
- 5 de agosto: Patrulha 2ID (1/38 Infantaria) emboscada ao sul da DMZ à luz do dia. Um morto em combate dos EUA, quatro feridos em combate dos EUA; um morto em combate do KPA.
- 18 de agosto: Patrulha 7ID (1/32 Infantaria) emboscada ao sul da DMZ. Dois mortos em combate dos EUA; dois feridos em combate do KPA.
- 19 de setembro: Patrulhas 2ID (2/38 Infantaria) e forças de reação rápida (4º Esquadrão, 7º Regimento de Cavalaria, 2º Batalhão, 9º Regimento de Infantaria (Mecanizado) e a Companhia de Contra-Agentes da 2ª Divisão) isolaram e destruíram o esquadrão infiltrador KPA. Dois mortos em combate do KATUSA, seis feridos em combate do KATUSA; quatro mortos em combate do KPA, um ferido em combate do KPA.
- 27 de setembro: Jipe 2ID emboscado na DMZ. Dois mortos em combate dos EUA; perdas desconhecidas de KPA.
- 3 de outubro: O posto de guarda 7ID (1/31 Infantaria) enfrentou o exfiltrador KPA ao sul da DMZ. Nenhuma perda nos EUA; um morto em combate do KPA.
- 5 de outubro: Patrulha 2ID emboscada na DMZ. Um morto em combate dos EUA, dois feridos em combate dos EUA; perdas desconhecidas de KPA.
- 10 de outubro: A patrulha de barco 2ID enfrentou o infiltrado KPA cruzando o rio Imjin. Nenhuma perda nos EUA; um morto em combate do KPA.
- 11 de outubro: A patrulha 2ID emboscou infiltrados KPA na DMZ. Nenhuma perda nos EUA; dois mortos em combate do KPA.
- 23 de outubro: A patrulha 2ID enfrentou infiltrados KPA na DMZ. Um morto em combate dos EUA, cinco feridos em combate dos EUA; um morto em combate do KPA.
- 30 de outubro: Desembarques em Ulchin-Samcheok (Gangwon) de 120 homens da Unidade 124 do KPA; 110 deles foram mortos, 7 foram capturados e 3 escaparam. 40 ROK e Polícia foram mortos em combate e 23 civis foram mortos. [12]:86–87

### 1969
- 23 de janeiro: Postos de guarda 2ID repeliram infiltrados KPA. Nenhuma perda nos EUA; perdas desconhecidas de KPA.
- 4 de fevereiro: Postos de guarda 2ID repeliram infiltrados KPA. Nenhuma perda nos EUA; perdas desconhecidas de KPA.
- 13 de março: Patrulha de reparo de cerca 2ID (2/38 Infantaria) engajada por infiltrados KPA. Nenhuma perda nos EUA; perdas desconhecidas de KPA.
- 15 de março: Patrulha de manutenção de marcadores 2ID emboscada na DMZ. Um morto em combate dos EUA, dois feridos em combate dos EUA, um ferido em combate do KATUSA. O helicóptero de evacuação médica caiu após a decolagem, matando cinco aviadores e três feridos.
- 16 de março: A patrulha 2ID enfrentou infiltrados KPA na DMZ. Nenhuma perda nos EUA; perdas desconhecidas de KPA.
- 20 de março: A patrulha 2ID enfrentou a patrulha KPA na DMZ. Nenhuma perda nos EUA; perdas desconhecidas de KPA.
- 29 de março: A patrulha 2ID enfrentou a patrulha KPA na DMZ. Nenhuma perda nos EUA; perdas desconhecidas de KPA.
- 7 de abril: Seis infiltrados norte-coreanos cruzaram a fronteira perto de Chumunjin, Gangwon e mataram um policial sul-coreano em serviço de guarda.
- 15 de abril: Caças KPAF abatem uma aeronave EC-121 Warning Star da Marinha dos EUA sobre o Mar do Japão (Mar do Leste); 31 tripulantes norte-americanos mortos.
- 15 de maio: A patrulha 2ID enfrentou o infiltrado KPA. Um ferido em combate dos EUA, um ferido em combate do KATUSA; perdas desconhecidas de KPA.
- 20 de maio: Posto de guarda 2ID enfrentou infiltrados KPA. Nenhuma perda nos EUA; um morto em combate do KPA.
- 21 de julho: Postos de guarda 2ID engajaram e repeliram infiltrados KPA. Nenhuma perda nos EUA; perdas desconhecidas de KPA.
- 17 de agosto: O helicóptero OH-23 do Oitavo Exército (59ª Companhia de Aviação) se desviou ao norte da DMZ e foi abatido. Três americanos  capturados e finalmente libertados em 3 de dezembro de 1969.
- 18 de outubro: Jipe 7ID emboscado na DMZ. Quatro mortos em combate dos EUA; perdas KPA desconhecidas